# Liste von Bergen und Erhebungen in Togo
Dies ist eine Liste von Bergen und Erhebungen in Togo:
| Höhe  | Name      | Region | Koordinate            | Bemerkung        |
| ----- | --------- | ------ | --------------------- | ---------------- |
| 986 m | Mont Agou |        | 06° 52′ N, 000° 46′ O | höchste Erhebung |